# La Torre (Calaf)
La Torre o la Torre d'en Caselles és una masia del municipi de Calaf (Anoia) que forma part de l'Inventari del Patrimoni Arquitectònic de Catalunya.

## Descripció
És una casa de planta quadrangular construïda en pedra saulonenca ben escairada i ben treballada. A l'origen, tots els murs eren arrebossats et se'n poden encara veure restes a la façana principal. L'estructura és la de la típica casa de pagès catalana. La façana principal està dividida en dos pisos, definits cadascun per sis arcades de mig punt. Al voltant de la casa s'hi han anat construint diverses edificacions auxiliars al llarg del temps, sense cap valor arquitectonic.

## Història
La Torre d'en Caselles és anterior al segle xviii però no hi ha cap document que permeti precisar la data de construcció. Hi ha elements que indiquen que hauria sigut un quarter curant la Tercera Guerra Carlina. Sabem però que fou reformada a la fi del segle xix, i cal lamentar-hi alguna reforma recent no gaire encertada,. nogensmenys «conserva encara una noble fesomia de típica casa de pagès catalana». El 1904, hi vivia Lluís de Casellas i Solsona, el besnet del Cassellas que l'hauria construïda —o reformada—.